# New York City Opera

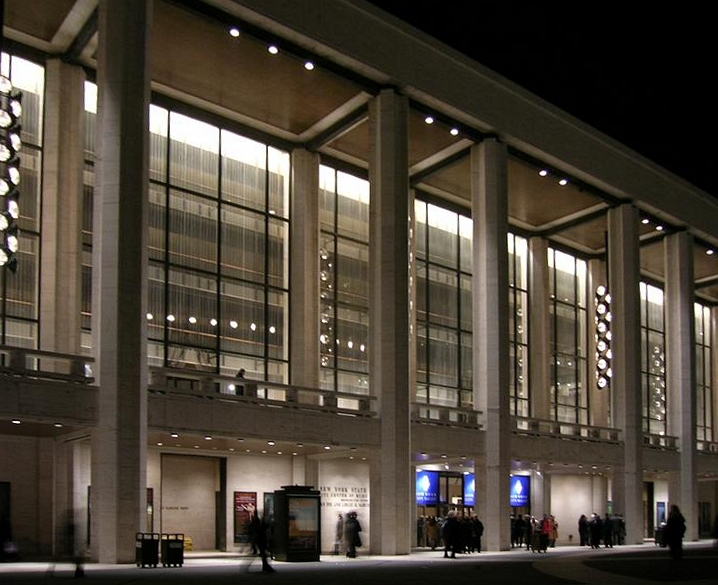
David H. Koch Theater, Außenansicht

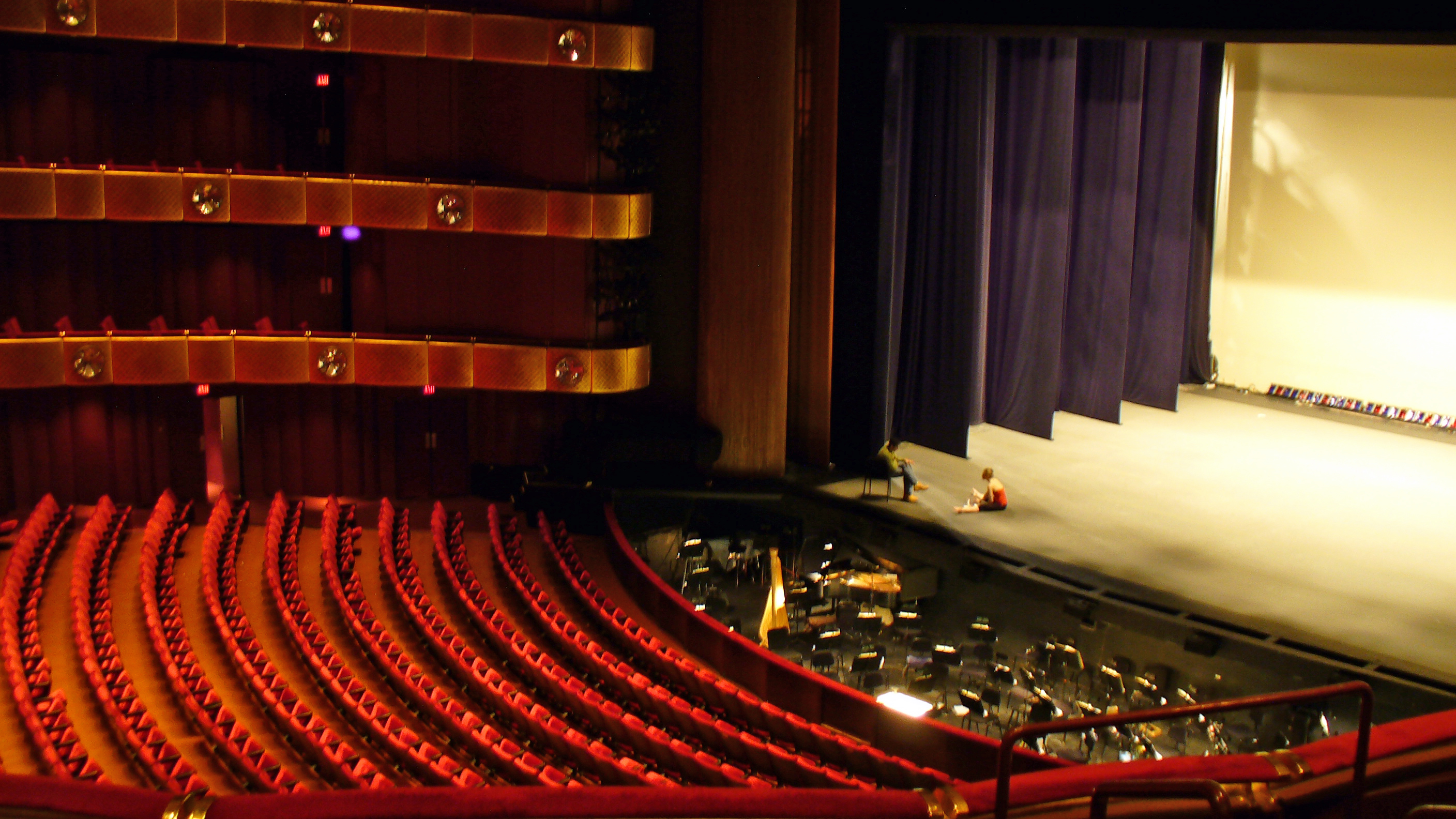
Zuschauerraum des David H. Koch Theaters (2.500 Sitzplätze)

Die New York City Opera (NYCO) war eine Operninstitution in New York City, die von 1943 bis 2013 existierte.

## Geschichte
Die New York City Opera wurde 1943 gegründet und war nach der Metropolitan Opera (MET) die zweitgrößte Kultureinrichtung ihrer Art in der Stadt. Ziel war es, durch günstige Eintrittspreise Opernbesuche für breitere Bevölkerungsschichten zu ermöglichen, weshalb der damalige Bürgermeister Fiorello LaGuardia die NYCO auch als „the people's opera“ bezeichnete. In der ersten Opernsaison 1944 wurden u. a. Giacomo Puccinis Tosca und Georges Bizets Carmen aufgeführt, zu Eintrittspreisen von 0,75–2,00 USD. Um diese niedrigen Preise zu ermöglichen und weil mit den Gagen der MET ohnehin nicht konkurriert werden konnte, setzte die NYCO von Anfang an auf Nachwuchsdarsteller und deren Ausbildung. Die New York City Opera wurde somit auch zum Sprungbrett für diverse spätere Weltstars, wie u. a. Josep Carreras oder Plácido Domingo. Zunächst wurde das New York City Center als Veranstaltungsort genutzt, seit 1966 fanden die Aufführungen im David H. Koch Theater (New York State Theater) am Lincoln Center statt. Aufgrund finanzieller Schwierigkeiten beschloss die NYCO im Jahr 2011, nicht weiter das Lincoln Center for the Performing Arts zu nutzen, sondern stattdessen an wechselnden Bühnen in New York aufzuführen.
Am 1. Oktober 2013 erklärte die NYCO ihre Zahlungsunfähigkeit und kündigte die Schließung und Abwicklung an.

## Direktoren

### Laszlo Halasz (1943–1951)
Halasz war der erste Direktor des Hauses. Er prägte das Unternehmen in dieser Zeit durch die konsequente Verfolgung der Ziele: günstige Eintrittspreise, Nachwuchsförderung sowie die Förderung US-amerikanischer Komponisten und Künstler. Weiterhin setzte er sich dafür ein, pro Saison mindestens eine ausländische Oper in englischer Sprache aufzuführen, ebenfalls um ein breiteres Publikum zu erreichen. Sein Budget für die erste Saison betrug 30.463 USD. Halasz setzte auch stets neue, bis dahin unbekannte Werke auf den Spielplan. 1949 feierte William Grant Stills Oper Troubled Island Weltpremiere, sie war die erste Oper eines Afroamerikaners, die von einem großen Opernhaus gespielt wurde. Obwohl Laszlo Halasz aufgrund anhaltender Streitigkeiten mit dem Vorstand 1951 entlassen wurde, wurden seine Verdienste stets anerkannt.

### Joseph Rosenstock (1952–1956)
Nach der Entlassung von Halasz wurde Rosenstock zum Direktor ernannt, der bis dahin schon als Dirigent für die NYCO tätig war. Unter seiner Leitung feierte die Oper The Tender Land von Aaron Copland 1954 Weltpremiere. Für seine Entscheidung auch Musicals in das Repertoire aufzunehmen, wurde Rosenstock heftig kritisiert und von der Presse belächelt, da aber die Aufführung von Show Boat ausverkauft war und die Opera buffa Don Pasquale in dieser Saison nur 35 % der Plätze füllte, sah er sich bestätigt. 1956 bat er um seine Entlassung, da er in dieser Position zu viele kaufmännische Arbeiten zu erledigen hatte, die Musik und das Künstlerische kamen ihm dabei zu kurz.

### Erich Leinsdorf (1956/1957)
Nachdem der Vorstand die Bitte um Entlassung von Rosenstock akzeptiert hatte, wurde der Dirigent Leinsdorf zum Direktor berufen. Er wurde jedoch nach einem Jahr ebenfalls wieder entlassen, seine kurze Amtszeit galt als glücklos, die meisten Aufführungen erhielten schlechte Kritiken und die NYCO kam in finanzielle Schwierigkeiten. Lediglich die erfolgreiche Inszenierung von Susannah von Carlisle Floyd, welche fortan zu einer der beliebtesten, sowie nach Porgy and Bess am meisten aufgeführte, Opern in den Vereinigten Staaten wurde, wird Erich Leinsdorf gutgeschrieben.

### Julius Rudel (1957–1979)
Als Nachfolger Leinsdorfs entschied sich der Vorstand für Julius Rudel, der schon seit dem Ende seines Studiums 1944 für die NYCO tätig war. Unter seiner Leitung galt das Haus in den 1960er Jahren als eine der besten Adressen für Opernaufführungen in den Vereinigten Staaten, von Kritikern wie Publikum anerkannt. Während der Amtszeit Rudels fanden 19 Uraufführungen sowie, ab 1966, der Umzug in das David H. Koch-Theater als Aufführungsstätte statt.

### Beverly Sills (1979–1988)
Nachdem sich Rudel 1979 dazu entschloss, den Posten des Direktors aufzugeben, folgte ihm die bekannte Opernsängerin Beverly Sills, die ihre aktive Karriere beendete. Während ihrer Amtszeit wurde das New York State Theater (David H. Koch Theater) 1982 für 5,3 Mio. USD renoviert und 1983 die Übertitel in den Vereinigten Staaten eingeführt. Bei einem Brand im Jahre 1985 wurden über 10.000 Kostüme aus dem Fundus der NYCO zerstört.

### Christopher Keene (1989–1995)
Auf Sills’ Empfehlung hin folgte ihr 1989 Christopher Keene, der zuvor bereits als Dirigent und Music Director im Hause tätig war. Er hatte das Amt bis zu seinem Tode im Alter von 48 Jahren inne. In seine Amtszeit fiel u. a. ein Musiker-Streik und die seit Jahren angespannte finanzielle Situation der defizitären Gesellschaft spitzte sich weiter zu.

### Paul Kellogg (1996–2007)
Auf Keene folgte 1996 Paul Kellogg, der zuvor Direktor der Glimmerglass Opera war. Unter seiner Leitung gelangen der NYCO zahlreiche von Publikum wie Kritikern gelobte Inszenierungen. Weiterhin führte er die Reihe Vox: Showcasing American Composers ein. Diese heute unter der Bezeichnung Vox, Contemporary Opera Lab jährlich stattfindende Veranstaltung gibt Nachwuchs-Komponisten und Librettisten die Möglichkeit, ihre Werke von professionellen Musikern und Sängern aufführen zu lassen.
Der belgische Opern- und Theaterintendant und ehemalige künstlerische Leiter der Salzburger Festspiele Gerard Mortier sollte ab 2009 die Leitung als General Manager und Artistic Director übernehmen und bereitete sich seit dem Abgang von Paul Kellogg auf diese Aufgabe vor. Aufgrund großer finanzieller Einbußen der NYCO durch die Finanzkrise ab 2007 sah sich Mortier trotz zweijähriger Vorbereitung nicht mehr in der Lage, ein künstlerisch anspruchsvolles Programm anbieten zu können, und sagte im November 2008 unvermittelt ab. Seit Februar 2009 leitet George Steel die NYCO.